# Franciaország az 1976. évi téli olimpiai játékokon
Franciaország az ausztriai Innsbruckban megrendezett 1976. évi téli olimpiai játékok egyik részt vevő nemzete volt. Az országot az olimpián 8 sportágban 35 sportoló képviselte, akik összesen 1 érmet szereztek.

## Érmesek
| Érem  | Versenyző         | Sportág  | Versenyszám          |
| ----- | ----------------- | -------- | -------------------- |
| Bronz | Danièle Debernard | Alpesisí | Női óriás-műlesiklás |

## Alpesisí
Férfi
| Versenyző            | Versenyszám      | 1. futam      | 1. futam      | 2. futam      | 2. futam      | Összesítés | Összesítés |
| Versenyző            | Versenyszám      | Idő           | Hely.         | Idő           | Hely.         | Idő        | Helyezés   |
| -------------------- | ---------------- | ------------- | ------------- | ------------- | ------------- | ---------- | ---------- |
| Philippe Barroso     | Óriás-műlesiklás | 1:50,23       | 31.           | 1:48,26       | 22.           | 3:38,49    | 25.        |
| Gérard Bonnevie      | Műlesiklás       | 1:03,51       | 18.           | nem ért célba | nem ért célba | kiesett    | kiesett    |
| Philippe Hardy       | Óriás-műlesiklás | 1:51,20       | 34.           | 1:49,23       | 26.           | 3:40,43    | 27.        |
| Philippe Hardy       | Műlesiklás       | nem ért célba | nem ért célba | kiesett       | kiesett       | kiesett    | kiesett    |
| Alain Navillod       | Óriás-műlesiklás | 1:47,15       | 11.           | 1:47,18       | 17.           | 3:34,33    | 15.        |
| Patrice Pellat-Finet | Lesiklás         |               |               |               |               | 1:48,34    | 16.        |
| Claude Perrot        | Óriás-műlesiklás | 1:49,48       | 28.           | 1:53,36       | 31.           | 3:42,84    | 29.        |
| Claude Perrot        | Műlesiklás       | nem ért célba | nem ért célba | kiesett       | kiesett       | kiesett    | kiesett    |
| Roland Roche         | Műlesiklás       | 1:03,53       | 19.           | 1:06,78       | 15.           | 2:10,31    | 15.*       |

* - egy másik versenyzővel azonos eredményt ért el
Női
| Versenyző          | Versenyszám      | 1. futam      | 1. futam      | 2. futam      | 2. futam      | Összesítés | Összesítés |
| Versenyző          | Versenyszám      | Idő           | Hely.         | Idő           | Hely.         | Idő        | Helyezés   |
| ------------------ | ---------------- | ------------- | ------------- | ------------- | ------------- | ---------- | ---------- |
| Danièle Debernard  | Lesiklás         |               |               |               |               | 1:48,48    | 5.         |
| Danièle Debernard  | Óriás-műlesiklás |               |               |               |               | 1:29,95    |            |
| Danièle Debernard  | Műlesiklás       | 46,86         | 3.            | 45,38         | 5.            | 1:32,24    | 4.         |
| Patricia Emonet    | Óriás-műlesiklás |               |               |               |               | 1:31,21    | 11.        |
| Patricia Emonet    | Műlesiklás       | 47,47         | 5.            | nem ért célba | nem ért célba | kiesett    | kiesett    |
| Michèle Jacot      | Lesiklás         |               |               |               |               | 1:49,98    | 17.        |
| Michèle Jacot      | Óriás-műlesiklás |               |               |               |               | 1:31,44    | 13.*       |
| Michèle Jacot      | Műlesiklás       | 50,00         | 18.           | nem ért célba | nem ért célba | kiesett    | kiesett    |
| Jacqueline Rouvier | Lesiklás         |               |               |               |               | 1:48,58    | 6.         |
| Jacqueline Rouvier | Óriás-műlesiklás |               |               |               |               | 1:30,79    | 10.        |
| Fabienne Serrat    | Lesiklás         |               |               |               |               | 1:51,34    | 21.        |
| Fabienne Serrat    | Műlesiklás       | nem ért célba | nem ért célba | kiesett       | kiesett       | kiesett    | kiesett    |

* - egy másik versenyzővel azonos eredményt ért el

## Biatlon

### 20 km egyéni indításos
A célpont egy külső és egy belső körből állt. A külső körön kívüli találat 2 perc, a külső kör találata 1 perc büntetőidőt jelentett.
| Versenyző         | Eredmény   | Helyezés | Büntetőperc | Végső eredmény | Helyezés |
| ----------------- | ---------- | -------- | ----------- | -------------- | -------- |
| René Arpin        | 1:13:50,92 | 7.       | 9           | 1:22:50,92     | 22.      |
| Jean-Claude Viry  | 1:18:09,51 | 33.      | 7           | 1:25:09,51     | 33.      |
| Aimé Gruet-Masson | 1:18:35,81 | 38.      | 9           | 1:27:35,81     | 42.      |

### 4 × 7,5 km váltó
A lövéseket követően a lövőhibák számának megfelelő mennyiségű 200 m-es büntetőkört kellett teljesíteni a versenyzőknek.
| Versenyző                                             | Eredmény   | Lövőhiba | Helyezés |
| ----------------------------------------------------- | ---------- | -------- | -------- |
| René Arpin Yvon Mougel Marius Falquy Jean-Claude Viry | 2:07:34,42 | 5        | 7.       |

## Bob
| Versenyző                                                   | Versenyszám | 1. futam | 1. futam | 2. futam | 2. futam | 3. futam | 3. futam | 4. futam | 4. futam | Összesítés | Összesítés |
| Versenyző                                                   | Versenyszám | Idő      | Hely.    | Idő      | Hely.    | Idő      | Hely.    | Idő      | Hely.    | Idő        | Helyezés   |
| ----------------------------------------------------------- | ----------- | -------- | -------- | -------- | -------- | -------- | -------- | -------- | -------- | ---------- | ---------- |
| Alain Roy Serge Hissung                                     | Kettes      | 57,58    | 14.      | 57,43    | 11.*     | 57,58    | 11.*     | 57,95    | 15.*     | 3:50,54    | 13.        |
| Gérard Christaud-Pipola Michel Lemarchand                   | Kettes      | 57,43    | 12.      | 57,73    | 16.      | 57,78    | 14.      | 58,08    | 18.*     | 3:51,02    | 15.        |
| Gérard Christaud-Pipola Alain Roy André Belle Serge Hissung | Négyes      | 55,75    | 11.*     | 55,66    | 9.       | 56,43    | 10.      | 57,06    | 10.      | 3:44,90    | 10.        |

* - egy másik csapattal azonos idővel végeztek

## Északi összetett
A három ugrás közül a két legjobb pontszámát adták össze. A sífutás végén 1 perces időkülönbség 9 pontnak felelt meg.
| Versenyző        | Normálsánc | Normálsánc | Normálsánc | Normálsánc | Normálsánc | Normálsánc | Normálsánc | Normálsánc | 15 km sífutás | 15 km sífutás | 15 km sífutás | Összesítés | Összesítés |
| Versenyző        | 1. ugrás   | 1. ugrás   | 2. ugrás   | 2. ugrás   | 3. ugrás   | 3. ugrás   | Össz.      | Össz.      | 15 km sífutás | 15 km sífutás | 15 km sífutás | Összesítés | Összesítés |
| Versenyző        | Pont       | Hely.      | Pont       | Hely.      | Pont       | Hely.      | Pont       | Hely.      | Idő           | Pont          | Hely.         | Pont       | Helyezés   |
| ---------------- | ---------- | ---------- | ---------- | ---------- | ---------- | ---------- | ---------- | ---------- | ------------- | ------------- | ------------- | ---------- | ---------- |
| Jacques Gaillard | 89,1       | 22.*       | 91,1       | 23.        | 89,9       | 26.        | 181,0      | 27.        | 52:08,87      | 182,90        | 24.           | 363,90     | 25.        |

* - egy másik versenyzővel azonos eredményt ért el

## Gyorskorcsolya
Férfi
| Versenyző       | Versenyszám | Eredmény | Helyezés |
| --------------- | ----------- | -------- | -------- |
| Emmanuel Michon | 500 m       | 40,91    | 19.*     |
| Emmanuel Michon | 1000 m      | 1:22,99  | 17.      |
| Richard Tourne  | 1000 m      | 1:26,75  | 27.      |
| Richard Tourne  | 1500 m      | 2:06,43  | 20.      |

* - egy másik versenyzővel azonos eredményt ért el

## Műkorcsolya
| Versenyző              | Versenyszám  | Kötelező elemek   | Kötelező elemek | Rövid program     | Rövid program | Kűr               | Kűr   | Összesítés                     | Összesítés                     | Összesítés                     | Összesítés                     | Összesítés                     | Összesítés                     | Összesítés                     | Összesítés                     | Összesítés                     | Összesítés        | Összesítés        | Összesítés  | Összesítés | Összesítés |
| Versenyző              | Versenyszám  | Kötelező elemek   | Kötelező elemek | Rövid program     | Rövid program | Kűr               | Kűr   | Helyezési pontszámok bírónként | Helyezési pontszámok bírónként | Helyezési pontszámok bírónként | Helyezési pontszámok bírónként | Helyezési pontszámok bírónként | Helyezési pontszámok bírónként | Helyezési pontszámok bírónként | Helyezési pontszámok bírónként | Helyezési pontszámok bírónként | Több. hely. száma | Több. hely. össz. | Hely. össz. | Pont       | Helyezés   |
| Versenyző              | Versenyszám  | Több. hely. száma | Hely.           | Több. hely. száma | Hely.         | Több. hely. száma | Hely. | 1                              | 2                              | 3                              | 4                              | 5                              | 6                              | 7                              | 8                              | 9                              | Több. hely. száma | Több. hely. össz. | Hely. össz. | Pont       | Helyezés   |
| ---------------------- | ------------ | ----------------- | --------------- | ----------------- | ------------- | ----------------- | ----- | ------------------------------ | ------------------------------ | ------------------------------ | ------------------------------ | ------------------------------ | ------------------------------ | ------------------------------ | ------------------------------ | ------------------------------ | ----------------- | ----------------- | ----------- | ---------- | ---------- |
| Jean-Christophe Simond | Férfi egyéni | 5×18+             | 18.             | 7×16+             | 16.           | 6×15+             | 15.   | 15,0                           | 14,0                           | 15,0                           | 15,0                           | 16,0                           | 15,0                           | 16,0                           | 16,0                           | 15,0                           | 6×15+             | 89,0              | 137,0       | 159,44     | 15.        |

## Sífutás
Férfi
| Versenyző                                                      | Versenyszám     | Eredmény      | Helyezés      |
| -------------------------------------------------------------- | --------------- | ------------- | ------------- |
| Yves Blondeau                                                  | 30 km           | 1:38:20,86    | 43.           |
| Daniel Drezet                                                  | 15 km           | 48:56,97      | 51.           |
| Roland Jeannerod                                               | 15 km           | 50:18,27      | 61.           |
| Roland Jeannerod                                               | 50 km           | nem ért célba | nem ért célba |
| Jean-Paul Pierrat                                              | 15 km           | 46:35,64      | 18.           |
| Jean-Paul Pierrat                                              | 50 km           | 2:44:03,31    | 11.           |
| Pierre Salvi                                                   | 30 km           | 1:41:06,69    | 54.           |
| Pierre Salvi                                                   | 50 km           | nem ért célba | nem ért célba |
| Michel Thierry                                                 | 30 km           | 1:44:25,33    | 61.           |
| Jean-Paul Vandel                                               | 30 km           | 1:37:11,67    | 37.           |
| Jean-Paul Vandel                                               | 50 km           | 2:47:45,20    | 29.           |
| Gérard Verguet                                                 | 15 km           | 50:29,28      | 62.           |
| Daniel Drezet Jean-Paul Vandel Yves Blondeau Jean-Paul Pierrat | 4 × 10 km váltó | 2:13:05,26    | 11.           |

## Szánkó
| Versenyző            | Versenyszám | 1. futam | 1. futam | 2. futam | 2. futam | 3. futam | 3. futam | 4. futam | 4. futam | Összesítés | Összesítés |
| Versenyző            | Versenyszám | Idő      | Hely.    | Idő      | Hely.    | Idő      | Hely.    | Idő      | Hely.    | Idő        | Helyezés   |
| -------------------- | ----------- | -------- | -------- | -------- | -------- | -------- | -------- | -------- | -------- | ---------- | ---------- |
| Marie-Thérèse Bonnet | Női egyes   | 44,947   | 17.      | 44,966   | 17.      | 44,888   | 19.      | 45,009   | 18.      | 2:59,810   | 17.        |